# Triadelphia
Pour l’article homonyme, voir Lac Triadelphia.
Triadelphia est une ville du comté d'Ohio en Virginie-Occidentale. Sa population était de 811 habitants en 2010, et de 784 en 2013.
Triadelphia signifie « trois frères » en grec. Elle serait nommée en l'honneur des trois fils de Josias Thompson, propriétaire des terres où fut fondée la ville, ou de Thompson et deux de ses amis proches.